# Peiroos (Mythologie)
Peiroos (altgriechisch Πείροος Peíroos) oder Peiros (Πείρως Peírōs) ist eine Gestalt der griechischen Mythologie.
Peiroos ist ein Thraker und Sohn des Imbrasos aus Ainos. Gemeinsam mit Akamas führt er die Thraker, die im Trojanischen Krieg als Bundesgenossen auf Seiten Trojas kämpfen. Er tötet den Diores und wird selbst von dem aitolischen Helden Thoas bezwungen.
Möglicherweise ist Peiroos mit Peires, einem Thraker und Vater des Rhigmos, identisch.